# Vale de Figueira (Santarém)
Vale de Figueira is een plaats (freguesia) in de Portugese gemeente Santarém en telt 1294 inwoners (2001).